# Threskiornis melanocephalus
Threskiornis melanocephalus е вид птица от семейство Ибисови (Threskiornithidae). Видът е почти застрашен от изчезване.

## Разпространение
Видът е разпространен в Бангладеш, Виетнам, Индия, Индонезия, Камбоджа, Китай, Малайзия, Мианмар, Непал, Пакистан, Русия, Тайланд, Филипините, Хонконг и Шри Ланка.